# Ministr práce Izraele
Ministr práce Izraele (hebrejsky שר העבודה‎, sar ha-avoda) byl politický představitel izraelského ministerstva práce a člen izraelské vlády. Funkce vznikla v roce 1948 pod názvem Ministr práce a výstavby (hebrejsky: שר העבודה והבינוי‎, sar ha-svoda ve-ha-binuj). O rok později byla přejmenována na název Ministr práce a sociálního zabezpečení (hebrejsky: שר העבודה והביטוח העממי‎, sar ha-avoda ve-ha-bituach ha-amami) a v roce 1951 získala svůj poslední název.
V roce 1977 byla funkce začleněna pod ministra sociální péče a nadále se nazývala ministr práce a sociální péče. V roce 2003 bylo portfolio práce přesunuto pod ministra průmyslu a obchodu, které se nadále jmenovalo ministr průmyslu, obchodu a práce.

## Seznam ministrů
| ministr          | strana          | vláda(y)                   | funkční období         |
| ---------------- | --------------- | -------------------------- | ---------------------- |
| Mordechaj Bentov | Mapam           | prozatímní                 | 14/5/1948 - 10/3/1949  |
| Golda Meirová    | Mapaj           | 1., 2., 3., 4., 5., 6., 7. | 10/3/1949 - 19/6/1956  |
| Mordechaj Namir  | Mapaj           | 7., 8.                     | 19/6/1956 - 17/12/1959 |
| Giora Joseftal   | Mapaj           | 9.                         | 17/12/1959 - 2/11/1961 |
| Jigal Alon       | Mapaj, Ma'arach | 10., 11., 12., 13.         | 2/11/1961 - 1/7/1968   |
| Josef Almogi     | Ma'arach        | 13., 14., 15.              | 8/7/1968 - 10/3/1974   |
| Jicchak Rabin    | Ma'arach        | 16.                        | 10/3/1974 - 3/6/1974   |
| Moše Bar'am      | Ma'arach        | 17.                        | 3/6/1974 - 20/6/1977   |